# 河间增一
武仙座16，又名BD+19 3075，HD 146388、SAO 102040、HR 6065，是武仙座的一颗恒星，视星等为5.69，位于銀經34.13，銀緯42.62，其B1900.0坐标为赤經16h 11m 2.7s，赤緯+19° 42.62′ 38″。